# Лукомль
Лукомль (Лоукомль) — давньоруське та козацьке місто. Знаходилось на правому березі р. Сули. Входило до складу Переяславської землі.
Вперше згадане під 1178 роком. Збереглося городище в ур. Панська Гора у с. Лукім'ї Оржицького району. Згадувалось 1846 Т. Г. Шевченком, в кінці 19 століття обстежувалось В. Г. Ляскоронським, 1947 — І. І. Ляпушкіпим, 1971 — М. П. Кучерою і Сухобоковим, 1978 і 1981 — Ю. Ю. Моргуновим.
Підтрикутний у плані майданчик (90—140 X 220) з північного боку захищений валом і ровом, з півдня — подвійною лінією валів та ровом. У 17 ст. на городищі було побудовано козацьку фортецю. Потужність культурного шару до 1,8 м, більшість знахідок належить до давньоруського часу 11—13 ст. та 17—20 ст. На північ від городища знаходиться селище площею 20 га. У нашаруваннях переважає гончарна кераміка 12—13 ст. Матеріал зберігається в Ермітажі, Інституті археології АН України, Лубенському і Роменському краєзнавчих музеях.
Одним з власників чи посідачів міста, за даними подимного реєстру 1640 року у Київському воєводстві, був князь Ярема Вишневецький.